# Pablo M. Vieira dos Santos

## Carreira
Nascido em Niterói, Rio de Janeiro, Pablo iniciou sua trajetória nas categorias de base do Fluminense. Em 1991, aos 16 anos de idade, fez sua estreia pelo time profissional — algo que também ocorreu em outras ocasiões, como com Miguel, que estreou aos 16 anos e se tornou o jogador mais jovem da era profissional do clube, e Arthur, que quebrou esse recorde ao estrear também com 16 anos, superando-o em 63 dias.
Seu talento chamou a atenção de olheiros de grandes clubes da Europa, recebendo sondagens de equipes da Itália, Espanha e Portugal. Apesar do interesse, transferências internacionais não se concretizaram por questões contratuais e circunstâncias da época.
1. ↑  «Com 16 anos, Miguel se torna jogador mais jovem a atuar pelo Fluminense na era profissional». ge.globo.com. Consultado em 13 de agosto de 2025
2. ↑  «Arthur estreia no Fluminense e se torna o jogador mais jovem a jogar pelo clube na era profissional». ge.globo.com. Consultado em 13 de agosto de 2025